# 子宮破裂
子宮破裂（しきゅうはれつ、英語: Uterine rupture）は、妊娠中または出産中に子宮の筋肉壁が裂けることである。よく診られる症状は、過剰な痛み、膣からの出血、子宮収縮の変化などがあげられるが、これらの症状が必ずしも診られるとは限らない。子宮破裂により母親または新生児の身体障害または死に至ることがある。
リスク要因には、帝王切開後経膣分娩（VBAC）、その他の子宮瘢痕、難産、陣痛促進剤で誘発された出産、外傷、コカインの使用、などがあげられる。一般的に子宮破裂は分娩中に起こるが、妊娠早期に起こることが偶にある。診断は分娩中の胎児の心拍数の急激な低下に基づき、子宮破裂が疑われることがある。子宮裂開は、古い瘢痕の分離が不完全なほど症状は重くない。
治療には、出血や出産をコントロールするために迅速な手術が行われる。出血を抑えるために子宮摘出術が必要になる場合がある。失血した場合、輸血が行われることがある。子宮破裂を経験したことがある女性が妊娠した場合、通常は帝王切開による出産が推奨される。
一般的な技術を用いた帝王切開後の経膣分娩中に起こりえる子宮破裂の割合は0.9％と推定される。帝王切開を複数回経験している、または、非典型的帝王切開をしたことがある人ほど発症率が高い。子宮に瘢痕がある人の経膣出産による子宮破裂のリスクは12,000人に1人ほどである。子宮破裂による胎児の死亡リスクは約6％である。開発途上国では先進国より頻繁に発症しており、さらにリスクが高い。